# Grance Senesi
Mit dem Namen Grance Senesi DOC werden italienische Rot- und Weißweine aus der Provinz Siena in der Toskana bezeichnet. Die Weine besitzen seit dem Jahr 2000 eine „kontrollierte Herkunftsbezeichnung“ (Denominazione di origine controllata – DOC), die zuletzt am 7. März 2014 aktualisiert wurde.

## Anbau
Anbau und Vinifikation dieser Weine sind nur in den Gemeinden Rapolano Terme, Murlo, Asciano und Monteroni d’Arbia in der Provinz Siena in der Region Toskana gestattet.

## Erzeugung
Für die verschiedenen Weintypen schreibt die Denomination folgende Rebsorten vor:
- Grance Senesi Rosso,  Grance Senesi Rosso „Riserva“: Mindestens 60 % Sangiovese.  Höchstens 40 % andere rote Rebsorten, die für den Anbau in der Region Toskana zugelassen sind, dürfen zugesetzt werden.
- Grance Senesi Bianco: Mindestens 60 % Trebbiano und Malvasia Bianca Lunga – einzeln oder gemeinsam.  Höchstens 40 % andere weiße Rebsorten, die für den Anbau in der Region Toskana zugelassen sind, dürfen zugesetzt werden.
- Grance Senesi Passito,  Grance Senesi Vendemmia tardiva (dt. „Spätlese“): Mindestens 60 % Trebbiano und Malvasia Bianca Lunga – einzeln oder gemeinsam.  Höchstens 40 % andere weiße Rebsorten, die für den Anbau in der Region Toskana zugelassen sind, dürfen zugesetzt werden.
- Bei den folgenden Weinen muss die genannte Rebsorte zu mindestens 85 % enthalten sein. Höchstens 15 % andere analoge Rebsorten, die für den Anbau in der Region Toskana zugelassen sind, dürfen zugesetzt werden:
  - Grance Senesi Canaiolo
  - Grance Senesi Sangiovese
  - Grance Senesi Merlot
  - Grance Senesi Cabernet Sauvignon
  - Grance Senesi Malvasia Bianca Lunga

Grance Senesi Rosso vendemmia tardiva (dt. „Spätlese“)
Der Grance Senesi Rosso darf das Prädikat „Riserva“ tragen, wenn er mindestens drei Jahre gereift ist, davon mindestens 12 Monate im Eichenfass.